# Associazione Sportiva Pordenone Albatros 1992-1993
Questa voce raccoglie le informazioni riguardanti la Associazione Sportiva Pordenone Albatros nelle competizioni ufficiali della stagione 1992-1993.

## Organigramma societario
Area direttiva
- Presidente: Sergio Bolzonello
- Segretario: Sergio Sisti

Area tecnica
- Allenatore: Enzo Tangerini

## Rosa
Rosa aggiornata all'inizio della stagione.
| N. |                   | Ruolo | Calciatrice       |
| -- | ----------------- | ----- | ----------------- |
|    | Italia (bandiera) | C     | Claudia Basso     |
|    | Italia (bandiera) | D     | Elsa Bosser       |
|    | Italia (bandiera) | C     | Lorena Cabas      |
|    | Italia (bandiera) | D     | Anna Cappelluzzo  |
|    | Italia (bandiera) | P     | Cristina Capretta |
|    | Italia (bandiera) | D     | Sara Castello     |
|    | Italia (bandiera) | D     | Anna Cigolotti    |
|    | Italia (bandiera) | C     | Angela Colotto    |
|    | Italia (bandiera) | A     | Cristina Del Ben  |

| N. |                   | Ruolo | Calciatrice        |
| -- | ----------------- | ----- | ------------------ |
|    | Italia (bandiera) | D     | Michela De Nardo   |
|    | Italia (bandiera) | D     | Vanessa Loi        |
|    | Italia (bandiera) | P     | Monica Marzaro     |
|    | Italia (bandiera) | A     | Caterina Menegon   |
|    | Italia (bandiera) | A     | Deborah Pelle      |
|    | Italia (bandiera) | C     | Laura Pizzuto      |
|    | Italia (bandiera) | D     | Annalisa Prizzon   |
|    | Italia (bandiera) | C     | Daniela Salvestrin |
|    | Italia (bandiera) | C     | Maria Pia Toppano  |